# Festuca valesiaca
Власуља јањчарица (лат. Festuca valesiaca) је вишегодиња, зељаста биљка из породице трава (лат. Poaceae). 

## Опис
Власуља јањчарица је вишегодиња, густо бусенаста биљка, која може бити превучена воштаном превлаком (али и не мора), зелене боје са интравагиналним стабљикама. Стабљика је дугачка од 20 до 50 центиметара, али некада зна достићи висину и до чак 70 центиметара. У горњем делу биљка је танка, глатка или благо храпава. Рукавац (ochrea) је гладак, го или прекривен длакама, плавкасто превучен, разрезан. Језичак (ligula) јако кратак, уваст, го. Листови врло танки или танко чекињасти, величине од 0.4 до 0.7 милиметара у пречнику, тупи, млитави или чврсти, углавном храпави и превучени воштаном превлаком са укупно 3 скелеренхимска снопића. Цваст метлица је дугуљасте форме, густа, усправна, дугачка од 2 до 14 центиметара. Класићи унутар метлице су дугачки од 3 до 11 милиметара са 3 до 8 цветова, зелене су боје или мало љубичасто прошарани. Плевице су шиласто ланцетасте, дугачке од 3.5 до 8 милиметара са кратком аристом. Ариста је дугачка од 1 до 1.5 милиметара. Цвета у периоду од јуна до јула. 

## Распрострањеност и станиште
Насељава стеновита и травната места, као и светле шуме. Распрострањена је на територији јужне и источне Европе, умерене Азије и Мале Азије. 

## Варијабилност врсте
Festuca valesiaca subsp. pseudovina - класићи дугачки од 3 до 6 милиметара, уско елиптичне до јајасте форме, зелене или љубичасте боје, понекад воштано превучени, голи или са храпавим длакама. Цветова има од 4 до 7. Доња плева је дугачка од 1 до 2.5 милиметара, шиласто ланцетаста, док је горња плева дугачка од 1.8 до 3 милиемтра, шиласто до јајасто ланцетаста, шиљата или тупа. Плевица је дугуљасте или широко ланцетасте форме, шиљата, дугачка од 2.5 до 4 милиемтра са аристом, која је дугачка од 0.5 до 2.5 милиметара. Биљке су густо бусенасте, зелене, сиве, могу бити превучене воштаном превлаком. Стерилне стабљике су постављене интравагинално. Стабљика је висока од 10 до 40 центиметара, зелена, сива или у горњем делу љубичасторужичаста. Листови врло танки или слабо кончасти, од 0.3 до 0.7 милиметара у пречнику, млитави, зелени до сивозелени, са 5 нерава и укупно 3 склеренхимска снопића. Метлица јајаста или уска, дугачка од 1.5 до 5.5 центиметара. Цвета у периоду од маја до јула. Распрострањена. 
Festuca valesiaca subsp. valesiaca - листови величине од 0.4 до 0.7 милиметара у пречнику, тупи, сиви, могу бити воштано превучени са 5 нерава. Рукавац је гладак, го или прекривен длакама са укупно 3 склеренхимска снопића. Стабљика је висине од 20 до 70 центиметара са 2 чланка, гола, у горњем делу глатка или храпава. Метлица је дугачка од 2 до чак 14 центиметара. Класићи су дугачки од 5 до 7.5 милиметара, зелене до љубичасте боје, често сиво воштано превучени. Плеве шиласто ланцетасте, доња плева дугачка од 1.2 до 3 милиметра, док је горња плева дугачка од 1.8 до 4 милиемтра. Плевица шиласто ланцетаста, дугачка од 3 до 5 милиметара, гола, глатка или храпава, понекад длакава, са аристом дугачком од 0.7 до 3.5 милиметара. Плодник је гладак. Биљке густо бусенасте, зелене, каткад воштано превучене. Стерилне стабљике постављене интравагинално. Цвета у периоду од маја до јула. 
Festuca valesiaca subsp. sulcata - листови потпуно развијени, ширине од 0.7 до 1.5 милиметара (понекад се у оквиру исте биљке могу наћи и танки листови ширине од 0.4 до 0.5 милиметара), чекињасти до скоро облика ситине, у сувом стању јасно уздужно избраздани, зелени или сиви, глатки или храпави, голи или длакави са 5 нерава. Рукавац је разрезан. Лигула јако кратка, уваста, глатка или врло мало длакава. Метлица је дугачка од 2 до 12 центиметара, нешто млитава. Класићи елиптичне до уздужно елиптичне форме, дугачки од 4 до 11 милиметара, са 3 до 12 цветова, зелени или интензивно љубичасти до чак црвено орошени. Доња плева шиласто ланцетаста, од 2 до 3.8 милиметара дугачка, горња плева широко ланцетаста, од 3 до 6 милиметара дугачка. Плевица је ланцетасте форме, дугачка од 3 до 6 милиметара, глатка или храпава, гола или превучена длакама или по ободу трепљаста, са аристом дугачком од 1 до 4.5 милиметара, али се може десити да ариста буде краћа или да одсуствује, што је реткост. Плодник го. Биљке густо бусенасте, зелене или сиве. Стерилне стабљике постављене интравагинално. Стабљика висока од 10 до 65 центиметара, у горњем делу храпава или глатка. Цвета у периоду од маја до јула. 